# Intérim (travail)
Pour les articles homonymes, voir Intérim.
 (janvier 2015).
L'intérim (appelé aussi « travail temporaire ») est, en droit du travail en Europe, le temps pendant lequel une fonction est assurée par un remplaçant, le titulaire étant indisponible. Ce nom est issu du latin interim qui signifie « pendant ce temps-là ».

## Le travail temporaire en Europe
En Europe, en 2017, on compte 25,5 millions de travailleurs temporaires, soit 14 % du total des travailleurs. 1,9 % sont des travailleurs employés par les agences d’intérim. Ce sont généralement des hommes (61 %), relativement jeunes (21,6 % ont entre 15 et 24 ans, comparativement à 9 % pour l’ensemble des salariés), souvent peu qualifiés. La fréquence des accidents du travail dont ils sont victimes est plus élevée que celle d’autres catégories de salariés. Il existe une directive de 2008 du parlement européen et du conseil relative au travail intérimaire qui vise à garantir un seuil de protection effective aux travailleurs intérimaires. Elle établit le principe de non-discrimination entre les travailleurs intérimaires et les travailleurs recrutés par l’entreprise utilisatrice quant aux conditions fondamentales de travail et d’emploi.

### Le travail temporaire en France
En France, le travail temporaire, communément appelé intérim, est une forme d’emploi encadrée par le Code du travail, impliquant une relation tripartite entre un salarié intérimaire, une entreprise de travail temporaire (ETT) et une entreprise utilisatrice. Ce système, né dans les années 1950, s’est développé pour répondre aux besoins de flexibilité des entreprises tout en offrant des opportunités d’emploi rapide. En 2025, l’intérim reste un pilier du marché du travail français, notamment dans les secteurs industriels, logistiques et tertiaires.

#### Cadre juridique
Le travail temporaire est régi par les articles L1251-1 à L1251-63 du Code du travail. Introduit par la loi n°72-1 du 3 janvier 1972, ce cadre a été renforcé par des réformes successives, notamment la loi du 6 août 2015 pour la croissance, l’activité et l’égalité des chances économiques. Les principales dispositions incluent :
- Motifs de recours : Remplacement d’un salarié absent (maladie, congés), accroissement temporaire d’activité, emploi saisonnier ou usage constant dans certains secteurs (BTP, spectacles).

- Durée : Une mission d’intérim ne peut excéder 18 mois (renouvellements inclus), sauf cas spécifiques comme les contrats liés à l’exportation ou à la formation (24 mois).

- Rémunération : Le salarié intérimaire bénéficie du principe d’égalité de traitement avec les employés permanents (même salaire pour un poste équivalent), complété par une indemnité de fin de mission (IFM, 10 % du salaire brut) et une indemnité compensatrice de congés payés (ICCP, 10 %).

- Restrictions : L’intérim est interdit pour remplacer des grévistes, pourvoir des postes supprimés récemment (délai de carence) ou exécuter des travaux particulièrement dangereux sans autorisation.

Les ETT doivent être enregistrées auprès de la Direction régionale des entreprises, de la concurrence, de la consommation, du travail et de l’emploi (DIRECCTE) et respecter ces règles sous peine de sanctions.

#### Acteurs et organisation
Les principales entreprises de travail temporaire en France incluent Adecco, Manpower, Randstad et Synergie, qui dominent un marché comptant environ 1 500 agences. Prism’Emploi, l’organisation professionnelle des ETT, regroupe près de 600 entreprises et joue un rôle de représentation et de suivi statistique. En 2023, selon Prism’Emploi, l’intérim employait environ 800 000 équivalents temps plein, soit près de 3 % de la population active salariée.
Les syndicats (CGT, CFDT, FO) surveillent le secteur, dénonçant parfois des abus comme le recours excessif à des missions courtes ou le contournement des CDI. Des dispositifs comme le CDI intérimaire (CDII), introduit en 2014, visent à offrir plus de stabilité aux intérimaires, avec un contrat permanent auprès de l’ETT et des missions successives.

#### Usages et secteurs concernés
L’intérim est particulièrement répandu dans :
- Industrie : 35 % des missions, notamment pour les opérateurs et techniciens[5].

- Logistique : 25 %, avec une forte demande pour les préparateurs de commandes et caristes, boostée par le e-commerce[6].

- Tertiaire : 20 %, incluant des postes administratifs, informatiques ou commerciaux.

- BTP : 15 %, souvent pour des emplois saisonniers ou liés à des chantiers temporaires[7].

Les 5 % restants concernent des secteurs variés comme la santé (aides-soignants intérimaires) ou l’événementiel. En 2025, la digitalisation accroît l’intérim dans les métiers technologiques (développeurs, techniciens IT).

#### Statistiques et tendances
En 2023, Prism’Emploi rapporte que l’intérim a généré 25 milliards d’euros de chiffre d’affaires, avec une croissance de 5 % par rapport à 2022, portée par la reprise post-Covid. Environ 2,5 millions de personnes passent par l’intérim chaque année, dont 20 % accèdent à un CDI via ce biais. Les intérimaires sont majoritairement des hommes (70 %), jeunes (50 % ont moins de 35 ans) et peu qualifiés (60 % n’ont pas de diplôme supérieur au bac), bien que les profils spécialisés augmentent.
En 2025, les tendances incluent :
- Plateformes numériques : Des outils comme Gojob ou Brigad accélèrent les recrutements.

- Pénurie de compétences : Les ETT forment davantage pour pallier les manques dans la logistique ou la santé.

- Flexibilité hybride : L’intérim s’adapte au télétravail pour des postes tertiaires.

#### Avantages et critiques
Avantages : L’intérim offre une porte d’entrée rapide sur le marché du travail, notamment pour les jeunes et les chômeurs de longue date. Il permet aux entreprises de s’ajuster aux variations d’activité sans engager de coûts fixes.
Critiques : Le secteur est accusé de précariser l’emploi, avec des missions courtes (50 % durent moins d’un mois) et un accès limité aux droits sociaux (retraite, formation). Les syndicats réclament un encadrement plus strict pour éviter les abus

## Principales sociétés d'intérim
- Voir : Catégorie:Entreprise d'intérim.

- Classement mondial sur la base du chiffre d'affaires 2013[8]
  - no 1 : Adecco
  - no 2 : Randstad
  - no 3 : Manpower
  - no 4 : Samsic Emploi
  - no 5 : Recruit

- Classement français
  - no 1 : Adecco
  - no 2 : Manpower
  - no 3 : Randstad
  - no 4 : Groupe CRIT